# Canton de Nanterre-Sud-Est
Le canton de Nanterre-Sud-Est est une ancienne division administrative française située dans le département des Hauts-de-Seine et la région Île-de-France.
À la suite du redécoupage cantonal de 2014, les trois cantons de Nanterre sont supprimés, afin de permettre la création des nouveaux cantons de Nanterre-1 et de Nanterre-2.

## Histoire
Le canton de Nanterre-Sud-Est a été créé par le décret du 24 décembre 1984, qui divise en deux l'ancien canton de Nanterre-Sud en créant également le canton de Nanterre-Sud-Ouest.
Un nouveau découpage territorial des Hauts-de-Seine entre en vigueur à l'occasion des premières élections départementales suivant le décret du 26 février 2014. Les conseillers départementaux sont, à compter de ces élections, élus au scrutin majoritaire binominal mixte. Les électeurs de chaque canton élisent au Conseil départemental, nouvelle appellation du Conseil général, deux membres de sexe différent, qui se présentent en binôme de candidats. Les conseillers départementaux sont élus pour 6 ans au scrutin binominal majoritaire à deux tours, l'accès au second tour nécessitant 12,5 % des inscrits au 1er tour. En outre la totalité des conseillers départementaux est renouvelée. Ce nouveau mode de scrutin nécessite un redécoupage des cantons dont le nombre est divisé par deux avec arrondi à l'unité impaire supérieure si ce nombre n'est pas entier impair, assorti de conditions de seuils minimaux. Dans les Hauts-de-Seine, le nombre de cantons passe ainsi de 45 à 23.
Dans ce cadre, les cantons de Canton de Nanterre-Nord, de Nanterre-Sud-Ouest et de Nanterre-Sud-Est sont supprimés pour permettre la création des nouveaux cantons de Nanterre-1 et de Nanterre-2.

## Administration
| Période | Période | Identité       | Étiquette | Qualité |
| ------- | ------- | -------------- | --------- | --- |
| 1985    | 1998    | Anicet Le Pors | PCF       | Ingénieur et haut fonctionnaire Sénateur des Hauts-de-Seine (1977 → 1981) Ministre de la Fonction publique et des Réformes administratives (1981 → 1984) |
| 1998    | 2015    | Nadine Garcia  | PCF       | Responsable de formation dans une compagnie d'assurances et syndicaliste à La Défense, Ancienne maire-adjointe de Nanterre                               |

## Composition
Le canton de Nanterre-Sud-Est recouvrait le sud-est de la commune de Nanterre,  délimité par le décret de 1984, et selon la toponymie de l'époque, située au sud-est de l'axe  « des voies ci-après : rue Pablo-Picasso, avenue Pablo-Picasso, rue Charles-Lorilleux, rue Jacques-Decour, square Decour ».

Le reste de la commune était divisé entre le canton de Nanterre-Nord et le canton de Nanterre-Sud-Ouest.
| Communes                  | Population (2012) | Code postal | Code Insee |
| ------------------------- | ----------------- | ----------- | ---------- |
| Nanterre, commune entière | 89 556            | 92 000      | 92 050     |

## Démographie
| 1990   | 1999   | 2006   | 2011   | 2012   |
| ------ | ------ | ------ | ------ | ------ |
| 22 465 | 22 350 | 22 972 | 22 617 | 22 157 |

## Pour approfondir